# Silvano Vos
Silvano Cliff Robbie Vos (Amsterdam, 16 marzo 2005) è un calciatore olandese, centrocampista del Milan Futuro.

## Carriera

### Club
È un prodotto del settore giovanile dell'Ajax.
Ha debuttato in prima squadra il 9 aprile 2023 nella vittoria per 4-0 contro il Fortuna Sittard in Eredivisie.
Il 30 agosto 2024 viene acquistato dal Milan per 5 milioni di euro. Da subito viene mandato a fare esperienza nel nuovo Milan Futuro in Serie C  debuttando due giorni più tardi nel corso della gara pareggiata con il Carpi.

### Nazionale
Ha giocato nelle nazionali giovanili olandesi Under-15, Under-17, Under-18 ed Under-19.

## Statistiche

### Presenze e reti nei club
Statistiche aggiornate al 25 aprile 2025.
| Stagione         | Squadra          | Campionato       | Campionato | Campionato | Coppe nazionali | Coppe nazionali | Coppe nazionali | Coppe continentali | Coppe continentali | Coppe continentali | Altre coppe | Altre coppe | Altre coppe | Totale | Totale | Totale |
| Stagione         | Squadra          | Comp             | Pres       | Reti       | Comp            | Pres            | Reti            | Comp               | Pres               | Reti               | Comp        | Pres        | Reti        | Pres   | Reti   |        |
| ---------------- | ---------------- | ---------------- | ---------- | ---------- | --------------- | --------------- | --------------- | ------------------ | ------------------ | ------------------ | ----------- | ----------- | ----------- | ------ | ------ | ------ |
| 2021-2022        | Jong Ajax        | 1D               | 5          | 1          | -               | -               | -               | -                  | -                  | -                  | -           | -           | -           | 5      | 1      |        |
| 2022-2023        | Jong Ajax        | 1D               | 31         | 4          | -               | -               | -               | -                  | -                  | -                  | -           | -           | -           | 31     | 4      |        |
| 2023-2024        | Jong Ajax        | 1D               | 19         | 1          | -               | -               | -               | -                  | -                  | -                  | -           | -           | -           | 19     | 1      |        |
| Totale Jong Ajax | Totale Jong Ajax | Totale Jong Ajax | 55         | 6          |                 | -               | -               |                    | -                  | -                  |             | -           | -           | 55     | 6      |        |
| 2022-2023        | Ajax             | ED               | 2          | 0          | CO              | 0               | 0               | UCL+UEL            | 0                  | 0                  | SO          | -           | -           | 2      | 0      |        |
| 2023-2024        | Ajax             | ED               | 12         | 0          | CO              | 0               | 0               | UEL+UECL           | 3+0                | 0                  | -           | -           | -           | 15     | 0      |        |
| Totale Ajax      | Totale Ajax      | Totale Ajax      | 14         | 0          |                 | 0               | 0               |                    | 3                  | 0                  |             | -           | -           | 17     | 0      |        |
| 2024-2025        | Milan Futuro     | C                | 13         | 0          | CI-C            | 2               | 0               | -                  | -                  | -                  | -           | -           | -           | 15     | 0      |        |
| Totale carriera  | Totale carriera  | Totale carriera  | 82         | 6          |                 | 2               | 0               |                    | 3                  | 0                  |             | -           | -           | 87     | 6      |        |

## Palmarès

### Club

#### Competizioni nazionali
- Supercoppa italiana: 1

Milan: 2024